# Sandro Gozi
Sandro Gozi (Sogliano al Rubicone, 25 marzo 1968) è un politico italiano, già sottosegretario agli affari europei nel governo Renzi e nel governo Gentiloni.
In Francia è stato per alcuni mesi consulente agli Affari Europei dal governo Philippe II. Dal 1º febbraio 2020 è deputato del Gruppo Renew Europe al Parlamento europeo, eletto nella circoscrizione francese con la lista Renaissance, promossa dal presidente francese Emmanuel Macron e da En Marche.
È presidente della EU-India Association che ha sede a Bruxelles, e dal 5 maggio 2021 è segretario generale del Partito Democratico Europeo.

## Biografia

### Formazione e docenze
Dopo la maturità classica al Liceo Statale Vincenzo Monti di Cesena, nel 1992 si laurea in giurisprudenza presso l'Università di Bologna. Ottiene quindi un Diplôme d'études approfondies a SciencesPo Parigi nel 1994. Nel 1996 difende un dottorato di ricerca in diritto pubblico a Bologna con una tesi sulla comitologia europea. Nel 1997 inoltre consegue un Master of Arts in "International Politics" presso l'Université libre de Bruxelles.
Docente di Istituzioni Europee presso il Collegio europeo di Parma e il Collegio d'Europa di Bruges dal 1996, dal 1998 al 2000 è stato professore presso la Drew University di Madison nel New Jersey. Direttore Scientifico dal 1999 al 2008 dell'ISMaPP (Institut Supérieur du Management Public et Politique) di Bruxelles.

### Incarichi diplomatici e politici
Nel 1995 vince il concorso per la carriera diplomatica, iniziando a lavorare al Ministero affari esteri Italiano, come Segretariato del direttore generale Affari economici, alle relazioni economiche con gli Stati dell'ex Iugoslavia, la Turchia, Cipro, l'Albania e la Grecia. Nel 1996 lavora, presso il Segretariato generale della Commissione europea, alle relazioni con il Parlamento europeo e negoziazione per l'adozione dell'euro. Nel 1997 partecipa ai negoziati sul Trattato di Amsterdam. Nel 2001 è nominato Coordinatore per il "Patto di Stabilità", e le iniziative di cooperazione regionale dei Balcani.
Tra il 2000 ed il 2004 è stato assistente politico e membro del Gabinetto del presidente della Commissione europea Romano Prodi, mentre dal 2004 al 2005 è stato consigliere politico del successore di Prodi alla Presidenza della Commissione europea José Barroso e nel 2005 consigliere diplomatico del Presidente della Regione Puglia Nichi Vendola, nel 2006 membro del comitato elettorale campagna elezioni politiche di Romano Prodi, e vicesegretario generale del Partito Democratico Europeo.

## Carriera politica

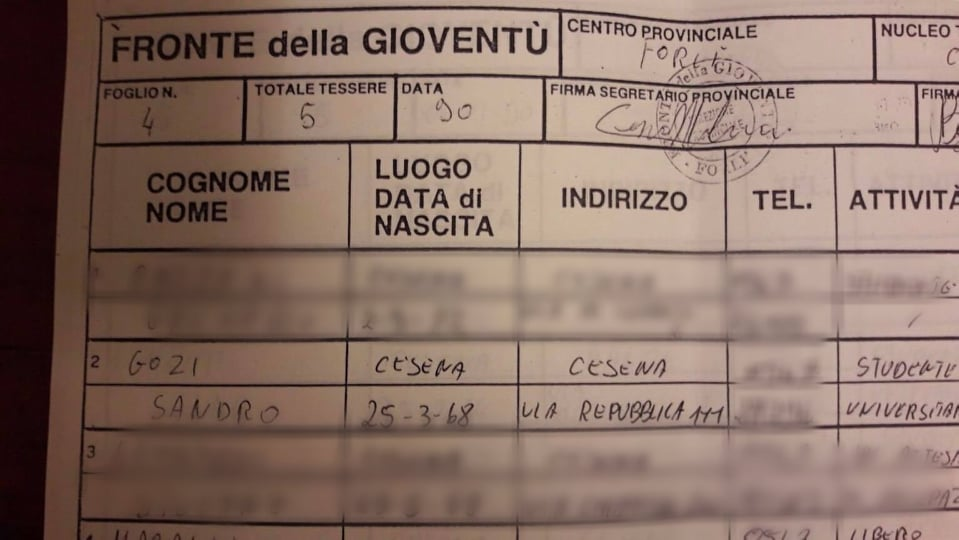
Ricevuta di tesseramento nel Fronte della Gioventù, 1990

Durante gli studi universitari si avvicina al Movimento Sociale Italiano (MSI) di Giorgio Almirante, con cui viene ritratto in una foto, e nel 1990 si è tesserato alla sezione di Forlì del Fronte della Gioventù, l'organizzazione giovanile del MSI, circostanza da lui smentita.
Si definisce un sovranista europeo, ed afferma di aver votato per la prima volta per il Partito Repubblicano Italiano.
Eletto deputato nella XV legislatura della Repubblica Italiana nella lista de L'Ulivo per la circoscrizione Veneto 1 nel 2006. Nel 2007 ha partecipato alla fase nascente del Partito Democratico, come membro della direzione nazionale, ed eletto all'assemblea nazionale del partito nelle liste "Democratici per Veltroni".
Alle elezioni politiche del 2008 è stato rieletto deputato per la circoscrizione Umbria, tra le file del PD nella XV legislatura. È stato nominato capogruppo PD in Commissione per le politiche dell'Unione europea.
Alle elezioni primarie del PD del 2009 sostiene la mozione di Ignazio Marino, senatore ed ex presidente della Commissione Igiene e Sanità, facendogli da Responsabile nazionale e coordinatore politico per l'Emilia-Romagna della sua mozione, ma viene sconfitto dal vincitore Pier Luigi Bersani, ex ministro dello sviluppo economico nel secondo governo Prodi, e superato dal segretario uscente del PD Dario Franceschini. Successivamente viene nominato da Bersani, neo-eletto segretario del PD, presidente del Forum Europa nella segreteria nazionale del PD in rappresentanza della mozione Marino. Dopo le primarie diventa Responsabile politico dell'Area "Insieme per il PD".
Dal 2011 al 2013 è stato anche ambasciatore del Comitato Olimpico per Roma 2020.
Il 22 settembre 2012 annuncia la candidatura alle primarie del centrosinistra per la carica di presidente del Consiglio, ma il 15 ottobre dello stesso anno è costretto a ritirare la sua candidatura poiché non raggiunge le 95 firme utili tra i delegati dell'assemblea nazionale del PD.
Alle elezioni politiche del 2013 è candidato alla Camera dei deputati nella posizione numero sedici della lista PD nella circoscrizione Lombardia 2 ed eletto per la XVII legislatura. Il 5 agosto 2013 diventa Presidente della delegazione italiana presso l'Assemblea Parlamentare del Consiglio d'Europa. Il 30 settembre 2013 è eletto a Strasburgo Vicepresidente dell'Assemblea parlamentare del Consiglio d'Europa, e dal 30 gennaio 2014 viene eletto Vicepresidente del Gruppo Socialista.

### Sottosegretario di Stato agli affari europei
In seguito alla caduta del governo di Enrico Letta, a causa del desiderio del neo-segretario del PD Matteo Renzi di diventare Presidente del Consiglio, e alla nascita del suo governo, il 28 febbraio 2014 Gozi viene nominato dal Consiglio dei Ministri sottosegretario di Stato alla Presidenza del Consiglio dei ministri con delega alle politiche europee e al coordinamento delle attività inerenti al semestre di presidenza italiana del Consiglio dell'Unione europea.
Da tempo vicino al movimento radicale, risulta iscritto a Radicali Italiani per l'anno 2014 e membro di diritto del Comitato Nazionale 2014 di tale associazione; risulta iscritto e attivo in Radicali Italiani anche nell'anno 2015.
Alle elezioni politiche del 2018 viene ricandidato alla Camera nel collegio plurinominale Emilia-Romagna - 01, dove arriva terzo tra i candidati PD e non viene eletto. Il successivo 24 novembre 2018 a Vienna viene eletto nuovo presidente dell'Unione dei Federalisti Europei.
A dicembre 2018 afferma di star lavorando per Matteo Renzi a un partito diverso e separato dal PD, che raccolga voti moderati in uscita da Forza Italia e quelli delusi dal Movimento 5 Stelle, assieme a Carlo Calenda e +Europa. Il 20 settembre 2019 annuncia il suo passaggio a Italia Viva, nuovo partito di Matteo Renzi.

### Europarlamentare eletto in Francia
Nel 2019 è candidato alle elezioni europee in Francia al 22º posto della lista Renaissance (Renew Europe/ALDE) sostenuta da La République En Marche e dai centristi di MoDem. Partecipa alle elezioni pur rimanendo iscritto al Partito Democratico (PSE) in Italia.
È eletto tra i cinque eurodeputati francesi che prenderanno il posto degli eurodeputati britannici post-Brexit. Nel frattempo, a fine luglio è nominato dal governo di Édouard Philippe come responsabile agli affari europei (chargé de mission). Per tale scelta viene criticato da politici italiani, sia da esponenti del governo quali Luigi Di Maio e Matteo Salvini che da esponenti del suo stesso partito come l'ex ministro dello sviluppo economico Carlo Calenda.
Ad ottobre 2019 organi di stampa riportano che ha lavorato anche per il primo ministro maltese Joseph Muscat; secondo Gozi la collaborazione è terminata con l'assunzione dell'incarico con il governo francese. In seguito alla polemica suscitata il 23 ottobre si dimette dall'incarico con il governo francese.
Il 1º febbraio 2020 si insedia come europarlamentare.
Il 5 maggio 2021 viene eletto segretario generale del Partito Democratico Europeo, succedendo all'ex segretaria di Stato agli Affari Europei francese Marielle de Sarnez, scomparsa prematuramente a gennaio dello stesso anno.
Il 14 gennaio 2023 a Milano si tiene l’assemblea costituente del partito Liberali Democratici Europei, con “l’obiettivo di contribuire alla creazione di un partito unitario liberaldemocratico nel solco di Renew Europe, il gruppo che comprende i liberali e i democratici al Parlamento Europeo. Un obiettivo condiviso con i partiti Azione e Italia Viva, assieme ai quali serve avviare un percorso fondativo". Tra i fondatori ci sono Sandro Gozi, Oscar Giannino, Alessandro De Nicola e Giuseppe Benedetto.

### Europee 2024: membro del "Team Europe" di Renew
L'8 marzo 2024 l’Assemblea dei delegati del Partito Democratico Europeo, che si è tenuta alla 12ª edizione della Leopolda di Firenze, ha designato Gozi quale rappresentante del PDE nel “Team Europe”, la squadra di tre che guiderà la campagna europea “Renew Europe Now” alle elezioni europee 2024. Oltre a Gozi, il "Team Europe" di Renew è composto da Marie-Agnes Strack-Zimmermann di ALDE e Valérie Hayer di Renaissance.

### Europee 2024: rieletto in Francia con la lista Besoin d'Europe
Il 6 maggio 2024 viene ricandidato al sesto posto della lista Besoin d'Europe promossa da tutti i partiti di maggioranza che appoggiano il governo francese. Il 9 giugno, in virtù dei 13 seggi conquistati dalla lista alle elezioni europee, Gozi è rieletto eurodeputato anche nella legislatura 2024-2029.

## Procedimenti giudiziari
Il 15 aprile 2019 viene iscritto nel registro degli indagati dal tribunale unico della Repubblica di San Marino per una presunta consulenza «fantasma» con la Banca Centrale Sammarinese sull'«adeguamento normativo per armonizzare i rapporti con l'Ue». Insieme a lui è indagata anche la presidente della BCSM, Catia Tomasetti. Il 2 luglio 2020 lo stesso Tribunale di San Marino ha archiviato il procedimento penale a carico di Gozi e Tomasetti ritenendo non vi fosse alcuna condotta rilevante a loro carico.
Il Commissario della Legge che aveva aperto l’indagine nel 2019, Alberto Buriani, è stato rinviato a giudizio per reati di falsa testimonianze e tentata concussione - in concorso all'ex segretario di Stato della Repubblica di San Marino Simone Celli - nei confronti della presidente Tomasetti per fatti relativi a tale indagine. Inoltre, il Commissario della Legge Buriani è stato rinviato a giudizio in concorso con terzi per violazione del segreto istruttorio e del segreto d’ufficio sempre con riferimento alla indagine relativa a Gozi e Tomasetti.
L'8 febbraio 2024 il processo a Buriani e Celli si conclude con la condanna a un anno per Celli (per tentata concussione, un anno di prigionia con pena sospesa) e 4 anni per Buriani (per tentata concussione e per abuso di autorità, complessivamente a 4 anni di prigionia ed a 5 anni di interdizione dai pubblici uffici).
Il 17 giugno 2024, dalle 94 pagine di motivazioni della sentenza di condanna al Commissario Alberto Buriani e all’ex Segretario Simone Celli depositate dal giudice Adriano Saltarelli, emerge che “l’istruttoria dibattimentale ha consentito di raggiungere la piena prova della responsabilità degli imputati Buriani e Celli, sia sotto il profilo dell’elemento oggettivo del reato, all’esito delle testimonianze raccolte e risultando in parte per tabulas la prova dei diversi abusi d’autorità, tra cui la illegittima apertura del proc. pen. n.735/2018 a carico di Catia Tomasetti e Sandro Gozi, rivelatasi poi funzionale anche alla commissione del misfatto di tentata concussione; sia sotto il profilo dell’elemento soggettivo, rappresentato dalla finalità di favorire il ‘gruppo Grandoni’”.

## Opere

### Libri
- Sandro Gozi, "La Commissione europea. Processi decisionali e poteri esecutivi", Bologna, Il Mulino, 2005, ISBN 9788815107466
- Sandro Gozi, "Non! Ce n'est pas la faute à Bruxelles", Parigi, Editions le Manuscrit, 2007, ISBN 9782748186741
- Sandro Gozi, "Il governo dell'Europa", Bologna, Il Mulino, 2011, ISBN 9788815084156
- Sandro Gozi, "Playlist Italia. La sinistra e il coraggio di cambiare musica", Acireale, Bonanno, 2013, ISBN 9788896950142
- Sandro Gozi (con Marielle de Sarnez), "L'urgence européenne", Marsiglia, Editions Thaddée, 2014, ISBN 978-2919131150
- Sandro Gozi (con Marielle de Sarnez), "L'urgenza europea", Acireale, Bonanno, 2014, ISBN 978-8877967459
- Sandro Gozi, "Generazione Erasmus al potere. Il coraggio della responsabilità", Milano, Università Bocconi Editore, 2016, ISBN 9788883502330
- Sandro Gozi, "Generation Europe", Lanham (Maryland), Rowman & Littlefield International Ltd., 2018, ISBN 978-1-78660-792-8
- Sandro Gozi, "La Cible", Parigi, Saint-Simon, 2020, ISBN 978-2374350233
- Sandro Gozi, "Pour une Europe-puissance, souveraine et démocratique", Ginevra, Centre d'impression de l'Université de Genève, 2021, ISBN 978-2-8399-3169-4
- Sandro Gozi, "Il Bersaglio. Battaglie per l'Europa", Napoli, Editoriale Scientifica, 2021 ISBN 979-1259760142